# Pont Bernadette-Lafont
Le pont Bernadette-Lafont est un pont routier franchissant le canal Saint-Martin, dans le 10e arrondissement de Paris.

## Situation et accès
Le pont est situé dans le 10e arrondissement de Paris. Il franchit le bassin des Marais du canal Saint-Martin, à proximité de la passerelle Maria-Schneider, entre le carrefour de la rue Dieu et du quai de Valmy en rive droite et celui de la rue Alibert et du quai de Jemmapes en rive gauche.
Ce site est desservi par les stations de métro République, Goncourt et Jacques Bonsergent.

## Origine du nom

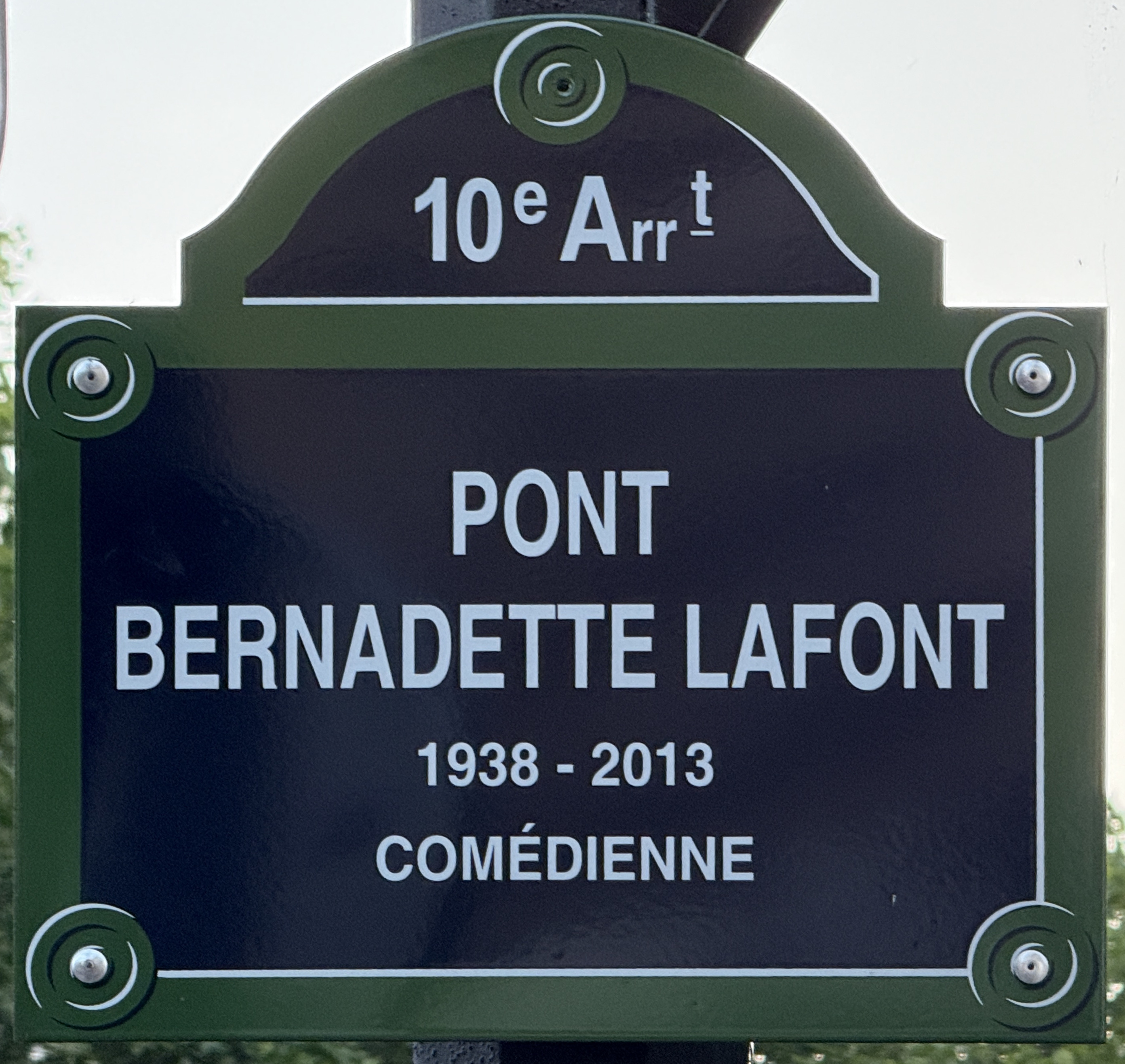
Plaque du pont.

L'ouvrage porte le nom de Bernadette Lafont (1938-2013), actrice française.

## Historique
Le pont, construit en acier, mesure 20 m de long et 4 m de large, anciennement dénommé « pont tournant de la rue Dieu »  du nom de la rue qui y mène, porte son nom actuel depuis octobre 2024.

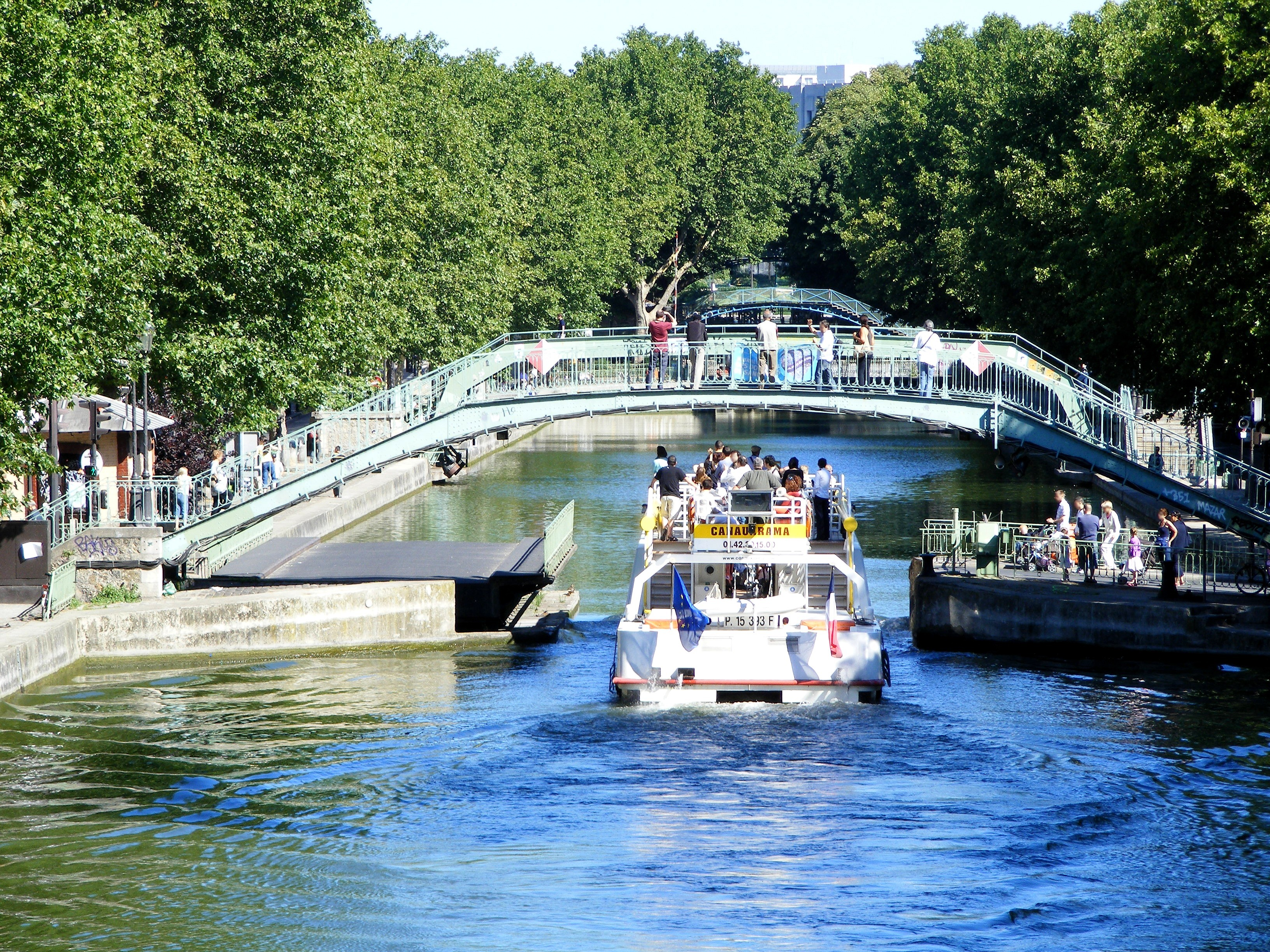
Vue du pont depuis le canal.
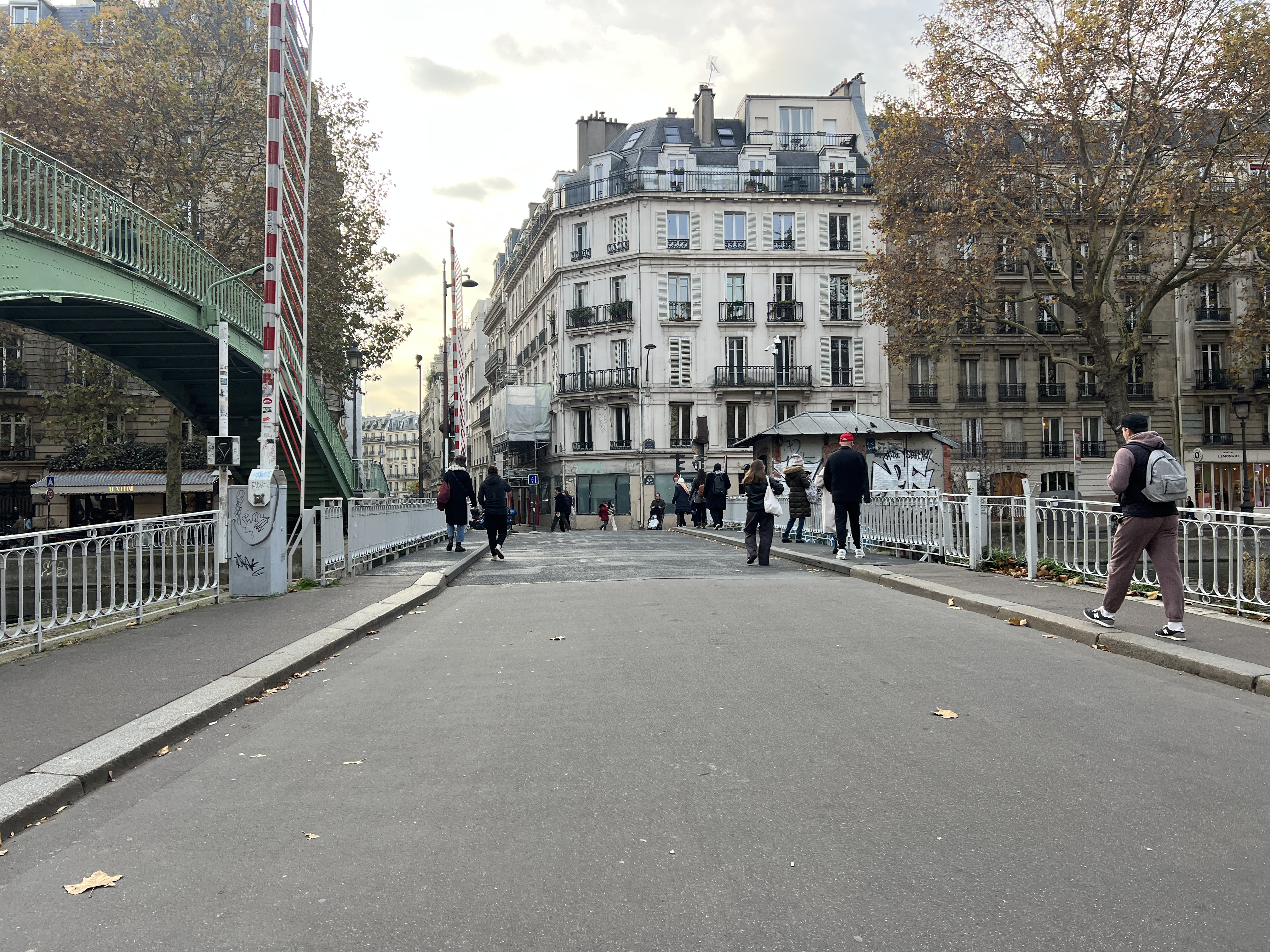
Vue du pont.